# The Fall/Diskografie
Diese Diskografie ist eine Übersicht über die musikalischen Werke der englischen Rockband The Fall.

## Alben

### Studioalben
| - 1979: Live at the Witch Trials - 1979: Dragnet - 1980: Grotesque (After the Gramme) - 1982: Hex Enduction Hour - 1982: Room to Live (Undilutable Slang Truth!) - 1983: Perverted by Language - 1984: The Wonderful and Frightening World of the Fall - 1985: This Nation’s Saving Grace - 1986: Bend Sinister - 1988: The Frenz Experiment - 1988: I Am Kurious, Oranj - 1990: Extricate - 1991: Shift-Work - 1992: Code: Selfish - 1993: The Infotainment Scan | - 1994: Middle Class Revolt - 1995: Cerebral Caustic - 1996: The Light User Syndrome - 1997: Levitate - 1999: The Marshall Suite - 2000: The Unutterable - 2001: Are You are Missing Winner - 2003: The Real New Fall LP (Formerly Country on the Click) - 2005: Fall Heads Roll - 2007: Reformation! Post TLC - 2008: Imperial Wax Solvent - 2010: Your Future, Our Clutter - 2011: Ersatz GB - 2013: Re-Mit - 2015: Sub-Lingual Tablet - 2017: New Facts Emerge |

### Livealben mit Studio/Demoaufnahmen
- 1980: Totale’s Turns (It’s Now or Never)
- 1989: Seminal Live
- 1995: The Twenty-Seven Points
- 2002: 2G&2
- 2004: Interim

### Livealben
| - 1982: Live at Acklam Hall, London 1980 (Kassette, 16) - 1982: A Part of America Therein, 1981 - 1982: Fall In a Hole - 1993: BBC Radio 1 Live in Concert - 1996: The Legendary Chaos Tape - 1997: In the City... - 1997: 15 Ways to Leave Your Man, Live - 1998: Live to Air in Melbourne 1982 - 1998: Live Various Years - 1998: Nottingham 92 - 2000: Live 1977 - 2000: I Am as Pure as Oranj - 2000: Live in Cambridge 1988 - 2001: Austurbaejarbio (Live in Reykjavik 1983) - 2001: Live in Zagreb - 2001: Liverpool 78 | - 2003: Touch Sensitive... Bootleg Box Set - 2003: The Idiot Joy Show - 2003: Live at the Phoenix Festival - 2005: Live at Deeply Vale - 2005: Live from the Vaults: Oldham 1978 - 2005: Live from the Vaults: Retford 1979 - 2005: Live from the Vaults: Los Angeles 1979 - 2005: Live from the Vaults: Glasgow 1981 - 2005: Live from the Vaults: Hof 1981 - 2007: Live at the Knitting Factory, New York 9 April 2004 - 2007: Live at the Garage, London 20 April 2002 - 2007: Live at the Knitting Factory, LA 14 November 2001 - 2007: Live at the ATP Festival 28 April 2002 - 2009: Last Night At The Palais - 2014: Live Uurop VIII-XII Places In Sun & Winter, Son |

### Kompilationen
| - 1981: 77-Early Years-79 - 1985: Hip Priest and Kamerads - 1986: Nord-West Gas - 1987: The Fall In: Palace of Swords Reversed - 1988: Box One (Japan Import, inkludiert die Alben: The Wonderful And Frightening World Of..., Hip Priests And Kamerads und This Nation’s Saving Grace) - 1989: Box Two (Japan Import, inkludiert die Alben: Bend Sinister, The Frenz Experiment, I Am Kurious Oranj und Seminal Live) - 1990: 458489 A Sides - 1990: 458489 B Sides - 1993: The Collection - 1996: Sinister Waltz - 1996: Fiend with a Violin - 1996: Oswald Defence Lawyer - 1997: The Archive Series - 1997: The Less You Look, The More You Find - 1997: Oxymoron - 1997: Cheetham Hill - 1998: Smile... It’s the Best of The Fall - 1998: Northern Attitude - 1999: The Peel Sessions | - 2000: A Past Gone Mad - 2000: Psykick Dancehall - 2001: Backdrop - 2001: A World Bewitched - 2002: Totally Wired – The Rough Trade Anthology - 2002: The Rough Trade Singles Box - 2002: High Tension Line - 2002: Listening In - 2002: Early Singles - 2003: It’s the New Thing! The Step Forward Years - 2003: Time Enough At Last - 2003: Words of Expectation – BBC Sessions - 2003: The War Against Intelligence – The Fontana Years - 2003: Rebellious Jukebox - 2004: 50.000 Fall Fans Can’t Be Wrong – 39 Golden Greats - 2005: The Complete Peel Sessions 1978-2004 - 2006: The Permanent Years – Paranoia Man in Cheap Shit Room - 2008: The Fall Box Set 1976-2007 - 2008: I’ve Never Felt Better In My Life – 1979-1982 - 2009: Rebellious Jukebox Volume 2 - 2013: 5 Albums |

### Diverse Kompilationen
Angeführt sind nur jene Kompilationen, auf denen sich exklusive Fall Songs befinden, die sonst nirgendwo anders erhältlich sind:
- 1991: The Indie Scene 1978 (Album) – Bingo Masters Breakout (live)
- 1992: The Indie Scene 1979 (Album) – Rowche Rumble (live Norwich 1984)
- 1996: The Fall vs Drome vs Autechre (7", What’s That Noise Magazine give away) – U.S. 80’s – 90’s (live)
- 2006: Silver Monk Time – A Tribute to The Monks (Album) & Higgle-dy Piggle-dy (7", 2006) – Higgle-dy Piggle-dy

### EPs
- 1981: Slates (EP)
- 1987: The Peel Sessions EP
- 1990: White Lightning/The Dredger EP
- 2005: Rude (All The Time) EP
- 2013: The Remainderer
- 2016: Wise Ol’ Man

## Singles
| - 1978: Bingo-Master’s Break-Out - 1978: It’s The New Thing - 1979: Rowche Rumble - 1980: Fiery Jack - 1980: How I Wrote Elastic Man - 1980: Totally Wired - 1981: Lie Dream Of A Casino Soul - 1982: Look, Know - 1983: The Man Whose Head Expanded - 1983: Kicker Conspiracy/Wings - 1983: Marquee Cha-Cha - 1984: Oh! Brother - 1984: c.r.e.e.p. - 1984: Call For Escape Route - 1985: Couldn’t Get Ahead/Rollin' Dany - 1985: Cruiser’s Creek - 1986: Living Too Late - 1986: Mr. Pharmacist - 1986: Hey! Luciani - 1987: There’s A Ghost In My House - 1987: Hit The North - 1988: Victoria - 1988: Bremen Nacht Run Out - 1988: Jerusalem/Big New Prinz - 1989: Cab It Up - 1990: Telephone Thing | - 1990: Popcorn Double Feature - 1990: High Tension Line - 1991: So What About It (Remixes) (Promo) - 1992: Free Range - 1992: Ed’s Babe - 1993: The Re-Mixer - 1993: Kimble - 1993: Why Are People Grudgeful? - 1993: Behind The Counter - 1994: 15 Ways - 1996: The Chiselers - 1998: Masquerade - 1999: Touch Sensitive - 1999: F-’Oldin’ Money - 2001: Rude (All The Time) - 2002: The Fall vs 2003 - 2003: (We Wish You) A Protein Christmas - 2004: Theme from Sparta F.C. #2 - 2004: 2 Librans (Demo) - 2005: I Can Hear The Grass Grow - 2007: Reformation! The Single - 2009: Slippy Floor - 2010: Bury! |

### Mark E. Smith Soloalben
- 1998: The Post Nearly Man
- 2002: Pander! Panda! Panzer!

### Mark E. Smith Gesangskooperationen mit anderen Bands & Künstlern
(Band, Albumtitel, Erscheinungsdatum in England, Songtitel)
- 1986: Adult Net: White Night (Single) – Naughty But Nice
- 1989: Coldcut: What’s That Noise (Album) – (I'm) In Deep
- 1990: Tackhead: Dangerous Sex (Single) – Repetition
- 1994: Inspiral Carpets: I Want You (Single), The Singles (Album), Cool As (Album & DVD) & Greatest Hits (Album) – I Want You
- 1995: Long Fin Killie: Heads of Dead Surfers (Single) & Houdini (Album) – Heads of Dead Surfers
- 1996: D.O.S.E.: Plug Myself In (Single) – Plug Myself In (inklusive diverser Remixes)
- 1997: Edwyn Collins: I’m Not following You (Album) – Seventies Night
- 1999: INCH: Inch (Single) – Inch (inklusive diverser Remixes)
- 1999: The Clint Boon Experience: You Can’t Keep A Good Man Down (Single) – I Wanna Be Your Dog (Live)
- 2000: Elastica: Elastica EP (Single) & Menace (Album) – How I Wrote Elastica Man & KB
- 2000: Mild Man Jan: Fistful of Credits (Single) – Fistful Of Credits
- 2002: Jon The Postman: Puerile (Album) – Louie Louie
- 2004: Mouse on Mars: Wipe That Sound (Single) – Cut The Gain & Wipe That Sound
- 2005: Ghostigital: In God We Trust (Album) – Not Clean
- 2007: Von Südenfed: Fledermaus Can’t Get It (Single) – Fledermaus Can’t Get It (inklusive diverser Remixes)
- 2007: Von Südenfed: Tromatic Reflexxions (Album) – Fledermaus Can’t Get It, The Rhinohead, Flooded, Family Feud, Serious Brainskin, Speech Contamination, German Fear Of Osterreich, The Young The Faceless And The Codes, Duckrog, Chicken Yiamas, That Sound Wiped, Jbak Lois Lane & Dearest Friends
- 2007: Von Südenfed: The Rhinohead/Slow Down Ronnie (Single) – The Rhinohead, Slow Down Ronnie & The Rhinohead (Pilooski Edit)
- 2008: Mark E. Smith & Ed Blaney: Transfusion (Single) – Transfusion & Mettle Claw
- 2008: Mark E. Smith & Ed Blaney: Real Good Time Together (Single) – Real Good Time Together & When We Were Young
- 2008: Mark E. Smith & Ed Blaney: Smith and Blaney (Album) – Ludite, Real Good Time Together, Durasti, Mettle Claw,No Retreat, Ludite, The Train Pt. 1, Hustle, The Train Pt. 2, Transfusion, When We Were Young, Transfusion (Remix)
- 2009: Mark E. Smith & Ed Blaney: Thr Train Part 3 (Album) – The Train Part 3
- 2010: Gorillaz: Plastic Beach (Album) – Glitter Freeze
- 2010: Shuttleworth: England's Heartbeat (Single) – Englands Heartbeat (inklusive diverser Remixes)

## Chartplatzierungen

### Alben
| Jahr | Titel                                       | Höchstplatzierung, Gesamtwochen, AuszeichnungChartsChartplatzierungen (Jahr, Titel, Platzierungen, Wochen, Auszeichnungen, Anmerkungen) | Anmerkungen |
| Jahr | Titel                                       | UK | Anmerkungen |
| ---- | ------------------------------------------- | --- | ----------- |
| 1982 | Hex Enduction Hour                          | UK71 (3 Wo.)UK |             |
| 1984 | Wonderful and Frightening World of the Fall | UK62 (2 Wo.)UK |             |
| 1985 | This Nation’s Saving Grace                  | UK54 (2 Wo.)UK |             |
| 1986 | Bend Sinister                               | UK36 (3 Wo.)UK |             |
| 1988 | The Frenz Experiment                        | UK19 (4 Wo.)UK |             |
| 1988 | I Am Curious Oranj                          | UK54 (2 Wo.)UK |             |
| 1989 | Seminal Live                                | UK40 (2 Wo.)UK |             |
| 1990 | Extricate                                   | UK31 (3 Wo.)UK |             |
| 1990 | 458489 B-Sides                              | UK44 (2 Wo.)UK |             |
| 1991 | Shift-Work                                  | UK17 (2 Wo.)UK |             |
| 1992 | Code Selfish                                | UK21 (1 Wo.)UK |             |
| 1993 | Infotainment Scan                           | UK9 (3 Wo.)UK |             |
| 1994 | Middle Class Revolt                         | UK48 (2 Wo.)UK |             |
| 1995 | Cerebral Caustic                            | UK67 (2 Wo.)UK |             |
| 1996 | The Light User Syndrome                     | UK54 (1 Wo.)UK |             |
| 1999 | The Marshall Suite                          | UK84 (1 Wo.)UK |             |
| 2007 | Reformation Post-TLC                        | UK78 (1 Wo.)UK |             |
| 2008 | Imperial Wax Solvent                        | UK35 (1 Wo.)UK |             |
| 2010 | Your Future, Our Clutter                    | UK38 (2 Wo.)UK |             |
| 2011 | Ersatz GB                                   | UK88 (1 Wo.)UK |             |
| 2013 | Re-Mit                                      | UK40 (1 Wo.)UK |             |
| 2013 | The Complete Peel Sessions 1978–2004        | UK97 (1 Wo.)UK |             |
| 2015 | Sub-Lingual Tablet                          | UK58 (1 Wo.)UK |             |
| 2017 | New Facts Emerge                            | UK35 (1 Wo.)UK |             |

### Singles
| Jahr | Titel Album                            | Höchstplatzierung, Gesamtwochen, AuszeichnungChartsChartplatzierungen (Jahr, Titel, Album, Platzierungen, Wochen, Auszeichnungen, Anmerkungen) | Anmerkungen |
| Jahr | Titel Album                            | UK | Anmerkungen |
| ---- | -------------------------------------- | --- | ----------- |
| 1984 | Oh Brother –                           | UK93 (1 Wo.)UK |             |
| 1984 | Creep –                                | UK91 (2 Wo.)UK |             |
| 1984 | Draygos Guilt –                        | UK99 (1 Wo.)UK |             |
| 1985 | Rollin’ Dany / Couldn’t Get Ahead –    | UK90 (2 Wo.)UK |             |
| 1985 | Cruisers Creek / LA –                  | UK96 (1 Wo.)UK |             |
| 1986 | Living Too Late / Hot Aftershave Bop – | UK97 (1 Wo.)UK |             |
| 1986 | Mr Pharmacist –                        | UK75 (2 Wo.)UK |             |
| 1986 | Hey! Luciani –                         | UK59 (2 Wo.)UK |             |
| 1987 | There’s a Ghost in My House –          | UK30 (4 Wo.)UK |             |
| 1987 | Hit the North –                        | UK57 (5 Wo.)UK |             |
| 1988 | Victoria –                             | UK35 (3 Wo.)UK |             |
| 1988 | Big New Prinz / Jerusalem (EP) –       | UK59 (2 Wo.)UK |             |
| 1989 | Cab It Up –                            | UK81 (1 Wo.)UK |             |
| 1990 | Telephone Thing –                      | UK58 (2 Wo.)UK |             |
| 1990 | Popcorn Double Feature –               | UK84 (2 Wo.)UK |             |
| 1990 | White Lightning –                      | UK56 (2 Wo.)UK |             |
| 1990 | High Tension Line –                    | UK97 (1 Wo.)UK |             |
| 1992 | Free Range –                           | UK40 (1 Wo.)UK |             |
| 1993 | Why Are People Grudgeful –             | UK43 (1 Wo.)UK |             |
| 1993 | Behind the Counter –                   | UK75 (1 Wo.)UK |             |
| 1994 | 15 Ways –                              | UK65 (2 Wo.)UK |             |
| 1996 | The Chiselers –                        | UK60 (2 Wo.)UK |             |
| 1998 | Masquerade –                           | UK69 (1 Wo.)UK |             |
| 1999 | Touch Sensitive –                      | UK90 (1 Wo.)UK |             |
| 1999 | F-’Oldin’ Money –                      | UK93 (1 Wo.)UK |             |
| 2002 | The Fall Vs 2003 (EP) –                | UK64 (2 Wo.)UK |             |
| 2004 | Theme from Sparta FC #2 –              | UK66 (1 Wo.)UK |             |

## Statistik

### Chartauswertung
|                     | UK     |
| ------------------- | ------ |
| Nummer-eins-Alben   | UK—UK  |
| Top-10-Alben        | UK1UK  |
| Alben in den Charts | UK24UK |

|                       | UK     |
| --------------------- | ------ |
| Nummer-eins-Singles   | UK—UK  |
| Top-10-Singles        | UK—UK  |
| Singles in den Charts | UK27UK |